# Церковь Георгия Победоносца «за лавками»
Церковь Георгия Победоносца «за лавками» — приходской храм Калужской епархии Русской православной церкви, расположенный в Калуге. Уникальна тем, что вся целиком выстроена в XVIII веке, но в трёх различных архитектурных стилях: древне-русском, барокко и классицизме.

## История
Первое свидетельство существования церкви обнаруживается в писцовой книге Бегичева и Пчелина за 1617 год, где упоминается Егорьевская сотня: «На Егорьевской на церковной земли за лавками». В описи 1626 года Георгиевская церковь значится в «старом остроге об одном верху». Ныне существующее каменное здание считается построенным в 1700 году. Однако по наружной архитектуре, деталям украшений и конструкции постройки выдвигались предположения, что она является самой древней в Калуге.
Церковь существенно пострадала во время пожара в 1754 и была перестроена в следующем году. При этом была пристроена трапезная и построена колокольня. В начале XIX века обустройством церкви занялся калужский купец Никифор Галактионович Билибин, подавший прошение о постройке двух каменных приделов, а также трапезы и фасадов. В 1800 году губернский архитектор И. Д. Ясныгин украсил нижний ярус колокольни портиком с парными колоннами по сторонам. В то же время были переложены апсиды и сооружен придел, освященный во имя Корсунской иконы Божией Матери.
В 1930-е годы верхние ярусы колокольни и пятиглавие были разобраны. Во время Великой Отечественной войны церковь серьёзно пострадала от пожара. Колокольня, верхний пояс четверика и главки не сохранились. В 1960 году здание было признано памятником архитектуры. Восстановительные работы начались в 1968—1969 годах. Затем здание было передано научно-методическому центру народного творчества Департамента культуры и искусства. В 2009 году храм был возвращен Калужской епархии и в нём начались молебны.
В 2013—2016 годах были проведены реставрационные работы по фасадам, барабанам, кирпичным сводам четверика, оконным проемам, дверным блокам, козырьку, кровле четверика аспиды; восстановлено пятиглавие.

## Архитектура
Храм представляет собой двухсветный четверик с пятиглавием в духе храмов XVII века. Основная часть выполнена в виде куба с трехабсидным алтарем. Четырёхскатная кровля увенчана пятью главами, которые сгруппированы «купой» в центре крыши. Форма глав древняя, шарообразная; ранее они были крыты чешуей. Трибуны глав изначально имели украшения в виде легкого фриза и колонок. Трапезная храма с фронтонами, края которых испещрены зубцами. Под фронтоном пилястры с ионической волютой; над окнами диски. Верхняя часть храма богато орнаментирована узорами. Вся декоративная отделка фасадов выполнена в кирпиче и имеет много общего с декором церкви Георгия за верхом. Карниз и фриз представляют образчики воссоздания из извести деревянных резных украшений. Большие окна имеют типичные наличники XVII века из колонок с перехватами и с закруглениями вверху, с крестом посредине.
Колокольня четырёхъярусная, постепенно суживающаяся кверху; второй и третий ярус равные восьмигранные; по углам поставлено по две дорические колонны, с 4 яруса начинается суженный восьмигранник с одной колонкой на каждом углу; четыре стороны этого восьмигранника уже четырёх других, выведенных полукругом с голосником в каждом. Над этим восьмигранником ещё меньший, глухой восьмигранник с тонкими колонками и полукругом на более широких сторонах. Наконец, четырёхугольная шейка сквозная с маленьким яблоком и крестом. Вход в церковь с портиком на парных колоннах с коринфской капителью и с зубчиками по краям фронтона. Над входом и по сторонам его священные изображения.
По левую сторону колокольни, в общем корпусе находилась древняя часовня, прежде представлявшая отдельное здание и находившаяся рядом с колокольней; при позднейших перестройках она была соединена с общим корпусом.